# Державний архів Ізраїлю

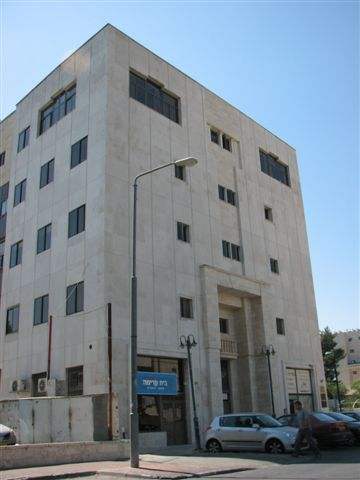
Головна будівля архіву

Державний архів Ізраїлю (івр. גנזך המדינה‎, Ganzakh HaMedina, англ. Israel State Archives) — національний архів Ізраїлю, призначений для зберігання та вивчення документів вищих органів законодавчої, судової, виконавчої влади Держави Ізраїль від 1948 р. до наших днів, а також документів регіональних органів влади інших держав, що володіли Палестиною з 1839 по 1948 рік.
Діяльність архіву регулюється «Законом про архіви» від 1955 року; архів, як і всі інші державні архіви Ізраїлю, очолює Державний архіваріус.

## Місцезнаходження
Головна будівля архіву знаходиться в Єрусалимі на вулиці Мекор Хаїм. Всередині розміщені адміністративні приміщення і читальний зал, де дослідники можуть вивчати замовлені матеріали. Більшість архівних матеріалів зберігається в окремих захищених місцях по всьому місту.

У 2007 році міністерська комісія з розвитку Галілеї і Негева ухвалила рішення про поступове перенесення сховищ архіву у м. Арад.

## Історія
Архів був заснований в 1949 році для розміщення історичних документів місцевих державних адміністрацій від часів Османської імперії до закінчення британського мандату над Палестиною. Іншим завданням стало зберігання документів новоствореної держави Ізраїль.

У 2008 році Державний архів Ізраїлю спільно з Музеєм Ізраїлю організували виставку, присвячену історії єврейського народу від найдавніших часів до сьогодення.

У 2012 році головне приміщення  архіву було закрите для відвідувачів на кілька місяців, коли з’ясувалося, що останні 19 років будівля працювала без особливого дозволу.

## Основні завдання
Основними завданнями Державного архіву Ізраїлю є:
- Збір архівних документів у будь-яких форматах, що використовувались в державних установах з метою збереження їх для майбутніх поколінь і забезпечення доступу до них для громадськості відповідно до правил їх перегляду.
- Визначення політики щодо збереження (або зі знищення) документації в державі Ізраїль.
- Професійний нагляд за роботою різних архівів країни.
- Пошук, реєстрація та прийом на зберігання особистих архівів, що знаходяться у володінні державних установ або приватних осіб.
- Публікація серії «Документи по зовнішній політиці Ізраїлю».
- Публікація матеріалів, присвячених пам'яті президентів і прем’єр-міністрів Ізраїлю.
- Публікація спеціальної літератури та бібліографії урядових публікацій.

## Матеріали
Понад 400 мільйонів документів і матеріалів, що зберігаються в Державному архіві, займають в даний час близько 40 км «поличного простору». Вони відносяться до діяльності державних установ Ізраїлю та попередніх адміністрацій в Палестині – від османського періоду (матеріали з 1838 по 1917 рр.) і до періоду Британського мандата (1917-1948). Також зберігаються колекції установ арабської громади в Палестині в ці періоди. Ці колекції є «магнітом для дослідників» і слугують всім, хто цікавиться історією різних громад в Палестині і в Державі Ізраїль. Більшість матеріалів, що відносяться до періоду після 1948 року, написані на івриті, але значна частина документів раннього ізраїльського періоду – англійською та іншими іноземними мовами.

На зберіганні в Державному архіві знаходяться основоположні документи Держави Ізраїль, головними з яких є Декларація незалежності, Закон про повернення та інші закони держави, міжнародні угоди і договори, укладені протягом багатьох років, зокрема, угоди про перемир’я з арабськими державами, Угода про репарації з Федеративною Республікою Німеччини, мирні договори з Єгиптом і з Йорданією, «Декларація принципів про тимчасові заходи по самоврядуванню» (так звані «Угоди Осло»), обмін листами з ОВП і багато інших документів.

Державний архів зберігає документи, карти, поштові марки, офіційні публікації різних міністерств уряду, Кнесету і канцелярії Президента Ізраїлю, стенографічні звіти засідань уряду, починаючи з 1948 року, протоколи засідань комісій Кнесету, звіти урядових комісії з розслідування, юридичну документацію, в тому числі звіти засідань Верховного суду і записи Земельного реєстру Ізраїлю.

Крім того, на зберіганні у Державному архіві знаходиться багато приватних архівів, що раніше належали державним установам і відомим особистостям в історії Палестини та Ізраїлю. Тут же знаходиться безліч аудіовізуальних матеріалів, включаючи фільми, в яких задокументовані події з часу початку британського мандату, суд над Адольфом Ейхманом, аудіо- та відеозаписи зі свідченнями центральних фігур ізраїльської історії, державних і багатьох інших церемоній і заходів, аудіозаписи виступів на сесіях Кнесету, а також колекції, що містять близько 100 000 фотографій.

В перелік архівних відділів входить: відділ архівування і документації, відділ реєстрації та індексування, відділ послуг для громадськості і додаткових послуг, відділ публікації документів, відділ записів і управління, відділ нагляду за громадськими і приватними архівами.

## Переведення матеріалів в цифровий формат
Уже на 2008 рік було відскановано 1000000 документів, що підлягають зберіганню в цифровому форматі з метою викладення їх в Інтернеті. На початку 2010-х рр. Державний архів почав переведення матеріалів у цифровий формат. В рамках цієї програми планується провести сканування і організувати електронний доступ до 300 мільйонів документів. При цьому велика частина оригіналів документів, «які не становлять особливої історичної цінності», буде знищена «через відсутність місць зберігання і високої вартості зберігання документації». Найбільш цінні документи планується передати в музеї.

У 2012 році архів відкрита ініціатива «Документація в Інтернеті» ("Documentation on the Web"), згідно з якою забезпечується доступ в Інтернеті з елементами його колекцій. Головний архіваріус Ізраїлю, Yaacov Lozowick, зазначив, що вільний і легкий доступ до своєї документації  збагатить суспільну дискусію і посилить ізраїльську демократію.

З метою ознайомлення громадськості з зберігаються матеріалами, Державний архів почав розміщувати на своєму інтернет-сайті частину матеріалів, уже перекладених в цифровий формат. В цілому, планується «звести на одному порталі матеріали 30 архівів країни і відкрити вільний доступ до них всім, хто цікавиться історією Ізраїлю». Відповідно до програми, на інтернет-сайті Архіву кожні кілька днів буде виставлятися один документ з коротким описом його змісту. Першим таким матеріалом стала «Книга про увічнення пам'яті Іцхака Рабіна», опублікована в 2005 році. Крім того, буде організовано інтернет-доступ до аудіо записів і кінохроніки (сумарно - понад 200 тисяч хвилин мовлення), які надходили в архіви, починаючи з 1968 року. Організовано також розміщення матеріалів у мережах facebook та youtube.

## Зовнішні посилання
- Відеоканал Israel State Archives [Архівовано 28 липня 2015 у Wayback Machine.]
- Офіційна сторінка Israel State Archives в соціальній мережі Facebook